# Hội đồng An ninh Quốc gia (Nhật Bản)
Hội đồng An ninh Quốc gia (安全保障会議 Anzen-Hoshō-Kaigi) của Nhật Bản là một hội đồng gồm có nhiệm vụ cố vấn cho Thủ tướng Nhật Bản đối với các vấn đề quân sự và ngoại giao. Hội đồng này được cho là theo mô hình Hội đồng An ninh Quốc gia Hoa Kỳ.
Chủ tịch Hội đồng là Thủ tướng. Cơ quan này được lập ngày 4/12/2013 nhằm đối phó với các thách thức an ninh trong bối cảnh Trung Quốc các hành động khiêu khích trên biển lẫn trên không trong bối cảnh tranh chấp quần đảo Senkaku cũng như thách thức từ chương trình hạt nhân của Bắc Triều Tiên.
Hội đồng An ninh Quốc gia ra làm tăng cường vai trò lãnh đạo của Văn phòng Thủ tướng Nhật Bản trong chỉ đạo chính sách đối ngoại và quốc phòng. Trụ sở chính của Hội đồng dự kiến sẽ được thành lập trực thuộc Ban Thư ký Nội các vào đầu năm 2014. Hội đồng này sẽ thu thập thông tin từ các bộ và các cơ quan nhằm tránh chủ nghĩa cục bộ trong hoạt động phân tích thông tin.
Trụ sở Hội đồng sẽ gồm khoảng 60 quan chức, được điều động chủ yếu từ Bộ Ngoại giao và Bộ Quốc phòng Nhật Bản. 

## Lịch sử
Ngày 1 tháng 7 năm 1954 (Chiêu Hòa thứ 29) Hội nghị Quốc phòng Nội các quyết định thiết lập,nhưng do điều 43 của Hiến pháp nên Hội nghị Quốc phòng bị xóa bỏ.
Ngày 1 tháng 8 năm 1957 (Chiêu Hòa thứ 32) Do sự sửa đổi của Luật,Hội đồng Quốc phòng đã được thành lập và đặt dưới sự chỉ đạo của Văn phòng Nội các.
Ngày 1 tháng 7 năm 1986 (Chiêu Hòa thứ 61) Hội đồng Quốc phòng được bãi bỏ,trên cơ sở Hiến pháp Hội đồng An toàn Bảo vệ Quốc gia được thành lập.
Ngày 4 tháng 12 năm 2013 Hội đồng An toàn Bảo vệ được thiết lập thành Hội đồng An ninh Quốc gia.

## Tổ chức

### Cấu thành Hội đồng
Hội đồng An ninh Quốc gia (NSC) được thành lập gồm 4 thành viên chủ chốt là Thủ tướng, Chánh Văn phòng Nội các, Bộ trưởng Ngoại giao và Bộ trưởng Quốc phòng. Các thành viên NSC sẽ 2 tuần nhóm họp một lần thảo luận về các vấn đề quan trọng của an ninh quốc gia và đưa ra các nguyên tắc cơ bản đối phó với các vấn đề quan trọng của đất nước như vấn đề hạt nhân; tên lửa đạn đạo của CHDCND Triều Tiên; quan hệ với Trung Quốc và các vấn đề liên quan đến lãnh thổ của quốc gia… Trong trường hợp đặc biệt cần tập trung thu thập, nghiên cứu, phân tích, đánh giá tình hình, Thủ tướng – Chủ tịch NSC sẽ triệu tập 5 Bộ trưởng gồm Chánh Văn phòng Nội các, Bộ trưởng Ngoại giao, Quốc phòng, Giao thông và quốc thổ và chủ tịch Ủy ban Cảnh sát Quốc gia.
So với Hội đồng An ninh Quốc gia (NSC) Mỹ, phiên bản NSC của Nhật Bản có một số nét khác biệt. Về tổ chức, NSC là một tổ chức hoạt động mang tính chất hội nghị, tổ chức các cuộc họp theo yêu cầu của Thủ tướng – Chủ tịch NSC. Ban Thư ký NSC nằm trong Văn phòng Nội các với số nhân viên chuyên trách khoảng 60 người. Trong khi đó, NSC của Mỹ có số nhân viên chuyên trách khoảng 200 người, phân tích đánh giá và cung cấp thông tin hàng ngày cho Tổng thống. Việc chỉ định nhân viên cho NSC, Nhật Bản lấy từ Văn phòng Nội các, Bộ Ngoại giao và Bộ Quốc phòng. Phần lớn nhân viên được chỉ định trên cơ sở chuyên môn ở các cơ quan và lĩnh vực khác nhau nên việc đảm bảo bí mật là yêu cầu rất quan trọng.

### Chức năng
Về chức năng, theo dự luật, NSC của Nhật Bản được kiến nghị việc thảo luận các vấn đề quốc phòng cần thiết và các vấn đề khẩn cấp quan trọng theo yêu cầu của Thủ tướng nhưng không được công bố công khai nội dung cuộc họp. Còn NSC của Mỹ, theo luật định có chức năng tư vấn cho Tổng thống trong việc điều chỉnh chính sách an ninh, tuy nhiên trên thực tế nhiều trường hợp, NSC đã tự xây dựng và quyết định thực hiện chính sách (có trường hợp thực hiện bí mật). Việc hoạch định và thực hiện các chính sách trong NSC Mỹ thường phụ thuộc vào cá tính của Tổng thống, cố vấn an ninh quốc gia hay nhân viên chuyên trách. Về hệ thống chính trị, ở Mỹ, Trợ lý Tổng thống phụ trách an ninh quốc gia (còn được gọi là Thư ký riêng) có khả năng dẫn dắt việc thảo luận và kết luận cuộc họp theo yêu cầu của Tổng thống. Còn ở Nhật Bản mặc dù những năm gần đây tính chủ động của Thủ tướng và nội các đã được nâng lên, nhưng với chế độ nội các nghị viện, NSC sẽ phải chịu những rào cản nhất định không thể phát huy được chức năng như của NSC Mỹ.
Việc thành lập NSC cùng với việc thông qua dự luật bảo vệ bí mật (thứ ba ngày 26/12/2013), Thủ tướng Abe đã có trong tay đầy đủ công cụ cần thiết để đối phó kịp thời, hiệu quả các mối đe dọa đến an ninh quốc gia Nhật Bản, đặc biệt trong thời điểm hiện nay, môi trường an ninh xung quanh Nhật Bản diễn biến hết sức phức tạp, tình trạng đối đầu Nhật – Trung đang rất căng thẳng sau khi Trung Quốc tuyên bố thiết lập khu vực xác định phòng không bao trùm cả quần đảo Senkaku. Việc thông qua dự luật bảo vệ bí mật là một điều kiện tiên quyết cho việc ra đời phiên bản tiếng Nhật của NSC nhằm trao đổi thông tin với các quốc gia khác nhất là Mỹ, nên đây có thể nói thắng lợi kép của Đảng Dân chủ Tự do và của Thủ tướng Abe trong quá trình khẳng định và tìm lại vị thế xứng đáng của Nhật Bản ở khu vực Đông Á.
Vấn đề đặt ra là liệu NSC có thể thu thập đủ thông tin từ các Bộ và các cơ quan chức năng như một Trung tâm chỉ huy thực sự. Văn phòng Thủ tướng đã học được một bài học hết sức giá trị về việc thu thập dữ liệu trong cuộc khủng hoảng con tin Nhật Bản ở Algeria vào tháng 1/2013, khi thông tin rải rác trong một bộ máy "quan liêu" đã cản trở việc nhanh chóng ra quyết định can thiệp của chính phủ. Dự luật thành lập NSC có quy định về việc chia sẻ thông tin, nhưng hiệu quả của nó phụ thuộc vào sự lãnh đạo của Thủ tướng và Chánh văn phòng Nội các. Cân bằng mối quan tâm an ninh ngoại giao và quốc gia với quyền được biết thông tin của công chúng cũng là một vấn đề. Hiện tại, mặc dù dự luật bảo vệ bí mật đã được Hạ viện thông qua trong đó tăng cường áp dụng các biện pháp trừng phạt nghiêm khắc đối với công chức và những người làm lộ bí mật, tuy nhiên, nó đang vấp phải những tranh luận gay gắt, ý kiến phản đối từ Thượng viện và dư luận Nhật Bản.
Theo các chuyên gia, cấu trúc mới cũng cần nhân viên đủ điều kiện để thành công, hiện có rất ít người có kinh nghiệm trong cả lĩnh vực ngoại giao và an ninh để tuyển chọn và Ban Thư ký của NSC.

## Kỳ họp
Hai lần mỗi tháng, thủ tướng, chánh văn phòng nội các, bộ trưởng quốc phòng, ngoại trưởng sẽ đến NSC thảo luận các vấn đề an ninh.

### Kỳ họp đầu tiên
Ngày 4 tháng 12 năm 2013,Các bộ trưởng nội các đã thảo luận cách thức đối phó với Vùng Nhận dạng Phòng không (ADIZ) mới thành lập của Trung Quốc và các thách thức an ninh khác trong khu vực.[1]
Trong phiên họp các bộ trưởng khẳng định hội đồng an ninh mới của Nhật Bản sẽ tăng cường hợp tác với các NSC của Mỹ và Anh.
Theo các quan chức chính phủ, trong phiên họp diễn ra tại văn phòng thủ tướng này, các bên cũng thảo luận về diễn biến mới ở Triều Tiên. Các bộ trưởng xác nhận NSC của Nhật sẽ tăng cường hợp tác với các cơ quan đồng cấp của Mỹ và Anh, đồng thời thảo luận quan điểm về kế hoạch biên soạn chiến lược an ninh toàn diện đầu tiên của Nhật Bản.
Họp báo sau khi NSC nhóm họp, Bộ trưởng Quốc phòng Nhật Bản Itsunori Onodera cho biết cuộc họp kết thúc tốt đẹp vì các bộ trưởng đã "trao đổi quan điểm khá thẳng thắn."